# Pristimantis pharangobates
Pristimantis pharangobates é uma espécie de anfíbio anuro da família Strabomantidae. Está presente no Peru. A UICN classificou-a como em perigo de extinção.